# ГЕС Марун
ГЕС Марун — гідроелектростанція на південному заході Ірану. Використовує ресурс із річки Марун, лівої твірної Джахарі, яка впадає до розташованого на лівобережжі Каруну та Шатт-ель-Арабу болота Шадеган (в період високої водності отримує сток до Перської затоки). 
У межах проекту річку перекрили кам’яно-накидною греблею із глиняним ядром висотою 165 метрів та довжиною 345 метрів, яка потребувала 9 млн м3 матеріалу та утримує водосховище з об’ємом 1,25 млрд м3. Будівництво греблі завершили у 1999-му, а за кілька років ввели в експлуатацію споруджений у підземному виконанні пригреблевий машинний зал.   
Основне обладнання станції становлять дві турбіни типу Френсіс загальною потужністю 150 МВт, які використовують напір у 142 метри та забезпечують виробництво 360 млн кВт-год електроенергії на рік.
Також можливо відзначити, що комплекс забезпечує зрошення 55 тисяч гектарів земель.